# Anne Elliot
Vous lisez un « article de qualité » labellisé en 2012.
Pour les articles homonymes, voir Elliot.
Anne Elliot est un personnage de fiction créé par la femme de lettres britannique Jane Austen. Elle est à la fois le personnage central et la narratrice secondaire du roman Persuasion, publié en 1818, après la mort de l'auteur.
Anne Elliot s'est laissé convaincre, lorsqu'elle avait 19 ans, de rompre ses fiançailles avec Frederick Wentworth, un jeune lieutenant de la Royal Navy prometteur mais roturier et sans fortune, et ne s'est jamais mariée. Solitaire, mal aimée par un père et une sœur aînée snobs et prétentieux, peu considérée par un entourage incapable de reconnaître sa valeur, elle mène une vie terne de presque vieille fille. Or voilà que, huit ans après, la guerre maritime avec la France terminée (on est en septembre 1814), le jeune homme qu'elle n'a jamais oublié revient en Angleterre, ayant gagné galons, prestige et fortune dans la marine de guerre. Les premiers contacts sont pénibles. Il a gardé d'elle l'image d'une personne trop facilement influençable et elle voit bien qu'il lui en veut toujours. Mais, à 27 ans, elle a mûri et acquis suffisamment d'indépendance par rapport à son cercle social et familial pour choisir ses amis et son avenir.
Le roman posthume de Jane Austen présente le portrait d'un esprit indépendant, une jeune femme intelligente et mélancolique, sensible et attentive aux autres, qui reprend confiance en elle lorsqu'une seconde chance lui est donnée de trouver le bonheur, un bonheur très différent de celui des autres héroïnes austeniennes, puisqu'elle n'épouse ni un propriétaire terrien ni un clergyman, mais un officier de marine. Elle pourra se « glorifier d'être l'épouse d'un marin », mais en connaîtra aussi les inquiétudes et les chagrins. Elle est considérée comme l'héroïne austenienne la plus lucide et la plus responsable, et le lecteur a accès de façon privilégiée à ses pensées, d'une justesse et d'une finesse qui n'ont pas leurs pareilles chez les héroïnes des romans précédents.

## Présentation
Jane Austen, dans une lettre à sa nièce Fanny Knight datée du 13 mars 1816, après lui avoir rappelé combien « les personnages trop parfaits [la] rendent malade et méchante », évoque l'héroïne du roman qu'elle est en train d'écrire, et précise, avec un peu d'ironie : « Peut-être en aimeras-tu l'héroïne, car elle est presque trop bien à mon goût » (« You may perhaps like the heroine, as she is almost too good for me »).
Anne est à la fois le personnage principal de Persuasion et la narratrice secondaire. En effet, seule sa vision des événements est accessible au lecteur. Aucune des héroïnes des précédents romans n'est aussi visiblement centre de convergence de l'action et point de vue principal, car la narratrice ne tire pas ostensiblement les ficelles de l'intrigue et s'abstient d'ironiser sur Anne. Au contraire, c'est elle qui perçoit les événements et les gens avec beaucoup de finesse, un sens aigu de l'observation et de l'analyse, et c'est la plupart du temps par elle que le lecteur apprend les détails de l'intrigue ; c'est d'elle seule, à qui l'auteur donne toute liberté d'exprimer ses sentiments et son attachement indéfectible pour Wentworth, qu'en dépend finalement la résolution.

### Éléments biographiques

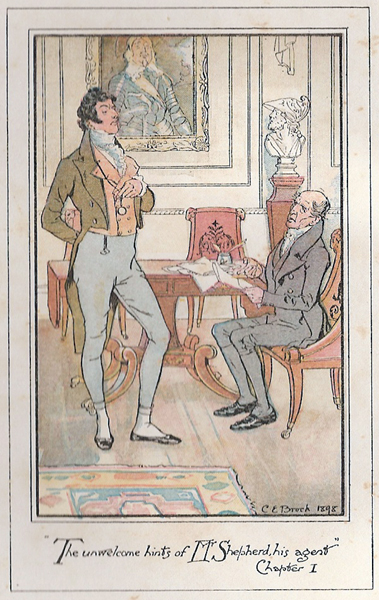
À cinquante-quatre ans, Sir Walter restait extrêmement vaniteux de sa personne et de sa situation (C. E. Brock, 1898).

Anne Elliot, née le 9 août 1787, est la seconde fille d'un baronnet vaniteux et dépensier, Sir Walter Elliot, propriétaire de Kellynch Hall, dans le Somerset. Sa mère était « une femme remarquable, intelligente et aimable », qui a su composer avec les défauts de son mari et « trouver dans ses devoirs, ses amitiés, ses enfants une raison de trouver la vie précieuse ». Mais elle est morte en 1800, lorsque Anne avait quatorze ans, confiant à une amie intime, Lady Russell, le soin de continuer à éduquer ses trois filles. Lady Russell, intelligente et cultivée, s'est surtout attachée à Anne, dont elle est la marraine. La sœur aînée, Elizabeth, alors âgée de seize ans, fort belle et remplie de l'orgueil des Elliot comme leur père, a alors assumé le rôle de maîtresse de maison.
La plus jeune des sœurs, Mary, qui a quatre ans de moins qu'Anne, est hypocondriaque, capricieuse et puérile.
Un frère, né en 1789, n'a pas vécu, aussi le domaine doit-il passer, à la mort de Sir Walter à un cousin issu d'une branche cadette, William Elliot. Elizabeth, après la mort de sa mère, a envisagé de l'épouser, mais il s'est dérobé. Mary est la seule à s'être mariée ; elle a épousé en 1810 Charles Musgrove, le fils aîné d'un propriétaire du voisinage, dont elle a deux fils.
Anne est nettement plus âgée que les autres héroïnes de Jane Austen, puisqu'elle a vingt-sept ans, l'âge de Charlotte Lucas, dans Orgueil et Préjugés, et semble résignée à son sort de quasi vieille fille.

### Portrait

#### Aspect physique
Avec ses traits réguliers, fins et délicats et ses doux yeux sombres, elle était, quelques années plus tôt, considérée en général comme une très jolie fille (an extremely pretty girl), « quoique son père n'ait jamais trouvé grand-chose à admirer chez elle », car elle lui ressemblait fort peu, contrairement à la blonde et altière Elizabeth. À vingt-sept ans, elle est encore mince (slender), mais les joues creusées et le regard éteint, elle a depuis longtemps perdu la fraîcheur de la jeunesse (« her bloom had vanished early »). Elle s'est rapidement étiolée, à la suite de son chagrin d'amour et à cause de la vie terne et sans perspective qu'elle mène. La remarque de son ancien amoureux, Frederick Wentworth, surpris, en la revoyant après huit ans, de « la trouver si changée qu'il a failli ne pas la reconnaître », si elle en admet sans protester la justesse, la mortifie profondément. Elle n'a pas beaucoup d'endurance physique, et les longues promenades la fatiguent assez vite.
Cependant elle reprend des couleurs à Lyme et, lorsqu'elle arrive à Bath, elle y apparaît comme une « petite femme élégante de vingt-sept ans, pleine d'attraits, mais manquant d'éclat, dont les manières étaient, elle le savait, aussi bonnes qu'elles étaient invariablement douces ».

#### Un être «en creux»
Quatre mots suffisent à la narratrice pour brosser son portrait moral : « douceur, modestie, goût, et sensibilité » (gentleness, modesty, taste and feeling). Comme elle sait que ce qu'elle pense n'intéresse personne de son entourage immédiat, elle a pris l'habitude de garder secrètes ses pensées et ses réflexions, et de cacher soigneusement toutes les émotions qui l'envahissent. S'il n'y avait Lady Russell, son isolement intellectuel serait encore plus grand.
Intelligente et pratique, elle a hérité des qualités de sa mère, ce qui la rend particulièrement chère à Lady Russell, et elle est la seule vraiment consciente que leur train de vie dépasse leurs moyens financiers. Mais elle est considérée comme quantité négligeable dans sa vaniteuse famille. Pour son père et sa sœur aînée elle n'existe pas : lui ne la trouve pas assez belle, elle pas assez fière de son rang. Elle n'est pas l'aînée, elle n'est pas mariée, elle n'est donc pas « quelqu'un », elle est « seulement Anne » (She was nobody [...] she was only Anne) ; ils ne se soucient pas de ses goûts et n'écoutent jamais ce qu'elle dit.

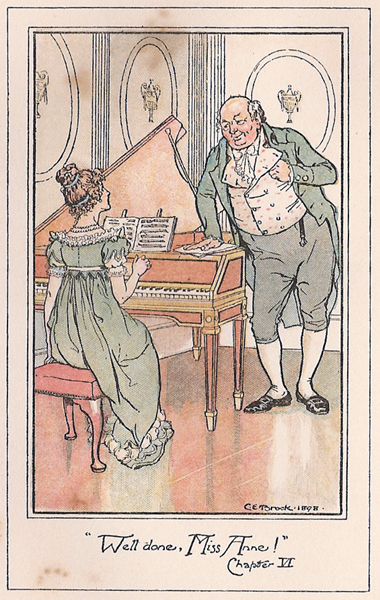
Les Musgrove apprécient l'obligeance d'Anne, qui se met volontiers au piano pour les distraire. (C. E. Brock, 1898)

Patiente et attentive aux autres, elle sait comment s'y prendre avec son instable et mesquine petite sœur Mary, peut s'apitoyer avec Mrs Musgrove sur le sort de Dick, son bon à rien de fils, trouve les mots pour réconforter le sentimental lieutenant Benwick en deuil, en taisant sa propre douleur. Mais elle n'est qu'un être en creux, celle à qui chacun vient confier ses soucis, ses attentes, ses déceptions, et dont on sollicite les conseils, sans se soucier de ses désirs ou de ses besoins à elle. Aussi sa seule satisfaction est-elle de se savoir utile.
L'étendue de ses nombreuses frustrations est progressivement dévoilée. En fait, depuis ses quatorze ans et la mort de sa « chère maman », elle n'a jamais, sauf pendant la brève période de ses fiançailles avec Frederick Wentworth, été l'objet de la tendresse ou de l'admiration de qui que ce soit, si on excepte Lady Russell. Son père a toujours refusé de l'emmener à Londres, alors qu'il va tous les printemps y passer la Saison avec Elizabeth. Lorsqu'elle se met au piano à Uppercross, elle sait bien que c'est pour faire passer le temps ou permettre aux autres de danser. Alors qu'elle joue beaucoup mieux que les demoiselles Musgrove, elle « ne connaît pas le bonheur d'être écoutée ou encouragée par des remarques judicieuses ou montrant un goût véritable », puisqu'elle n'a pas, contrairement à ces dernières, des parents affectueux décidés à se montrer ravis.

#### Un personnage solitaire et irréprochable
Le retour de Frederick, qui est accueilli chaleureusement à Kellynch par son beau-frère et reçu avec beaucoup de sympathie à Uppercross, chez les Musgrove, lui fait revivre les peines anciennes et, si elle analyse ses sentiments avec lucidité, elle n'a personne à qui se confier. Personnage silencieux et discret, elle est la plus solitaire de toutes les héroïnes austeniennes : elle n'a pas de sœur confidente, comme Elizabeth Bennet ou Marianne Dashwood, pas de frère ou de cousin attentif comme Fanny Price, pas d'amie de son âge ni de conseiller plein de sollicitude comme Emma Woodhouse. Le lecteur est seul dans la confidence de ses soliloques. Lady Russell, sa marraine, est une figure parentale qu'Anne aime et respecte, mais elle a beaucoup de préjugés de caste et d'orgueil social et Anne ne lui a jamais confié ses regrets ou le changement de son point de vue.
Cependant, malgré sa tendance à la mélancolie, Anne n'est pas amère ; elle montre au contraire une grande capacité de résilience et d'autodérision, parce qu'elle a appris à s'endurcir aux affronts familiaux, et qu'elle découvre, au fil de ses déplacements, de ses « continuelles transplantations », comme les appelle Tony Tanner, « l'art d'apprécier notre propre insignifiance en dehors de notre cercle » (« the art of knowing our own nothingness beyond our own circle »). Ses qualités de cœur, sa grande douceur de caractère alliée à l'élégance de son esprit, ont attiré successivement le capitaine Wentworth puis Charles Musgrove lorsqu'elle était plus jeune, et, maintenant encore, le timide James Benwick et Mr Elliot.
Anne, comme Elinor Dashwood et Fanny Price, est une héroïne irréprochable, presque trop vertueuse, avoue sa créatrice. Comme Elinor, elle atteint le renoncement ; ainsi, elle peut se rendre utile à Louisa Musgrove, alors qu'elle la croit aimée de Frederick, ce qui lui rend la sérénité et la paix intérieure. Comme Fanny, elle fait preuve d'une vertu tranquille et d'une grande modestie qui l'incite à se faire la plus discrète possible, tant elle est désireuse de ne déranger personne. Elle se sait faillible et ne se fait pas une haute idée de ses mérites personnels. Elle doute, hésite, se pose des questions. Mais si elle n'a rien à se reprocher, elle doit justement apprendre à s'affirmer. Cependant, à la différence d'Elinor, qui, après son mariage avec Edward Ferrars, vit au presbytère de Delaford, entourée de l'affection des siens, et de Fanny, que les Bertram ont appris à estimer et à aimer, elle ne sera jamais mieux vue par sa famille biologique ; c'est ailleurs et par d'autres qu'elle est reconnue à sa juste valeur et admirée : par Lady Russell, sa mère de substitution, qui se désole de la voir si mal appréciée par sa famille, par les amis marins et la parenté de Frederick Wentworth, par son ancienne camarade d'école, Mrs Smith.

## Évolution

### Une brève idylle avortée
Huit ans auparavant, au cours de l'été 1806, Anne a fait la connaissance de Frederick Wentworth, alors qu'« il n'avait rien pour l'occuper et elle guère de personnes à aimer ». Elle a rencontré ce jeune et fringant officier de la Royal Navy, fraîchement nommé Commander à la suite de sa brillante participation aux combats devant Saint Domingue, quand il était hébergé par son frère Edward, vicaire à Monkfort, près de Kellynch, dans l'attente d'une affectation correspondant à son nouveau grade. Ils sont tombés « vite et passionnément amoureux », se fiancèrent et vécurent une trop courte période de bonheur sans mélange, car Sir Walter Elliot, « sans aller jusqu'à refuser son consentement à leur mariage […], jugeait cette alliance des plus dégradantes » et Lady Russell s'employa à persuader Anne de l'imprudence d'un tel engagement.
Anne respectait beaucoup le jugement de Lady Russell, sa marraine et conseillère depuis la mort de Lady Elliot cinq ans auparavant. Aussi, convaincue par cette dernière des trop grands risques d'un engagement, à dix-neuf ans, avec un homme ambitieux mais pauvre et sans solides appuis, rompit-elle ses fiançailles, la mort dans l'âme, mais certaine qu'elle rendait service à Wentworth en lui rendant sa liberté. Il ne comprit pas ces scrupules et, blessé dans ses sentiments et son amour propre, ne lui pardonna pas ce manque de confiance en lui. Peu de personnes furent au courant de cette brève idylle : Mary était en pension, Frederick repartit très vite en mer, ayant eu la « chance » de se voir proposer le commandement de l'Asp, et Edward Wentworth quitta la région peu après.

### Une vie confisquée

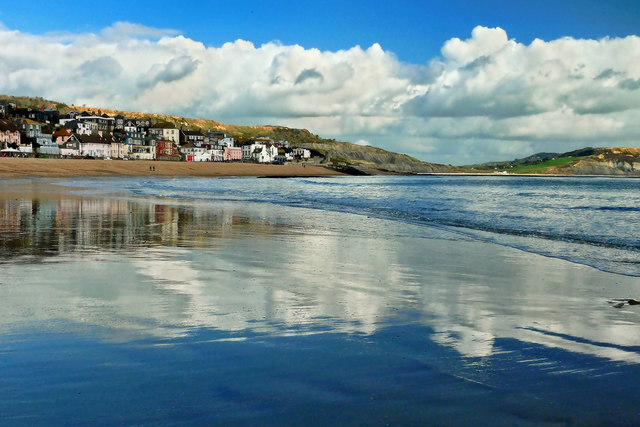
Autant Anne a trouvé Lyme Regis plein de charme en novembre…

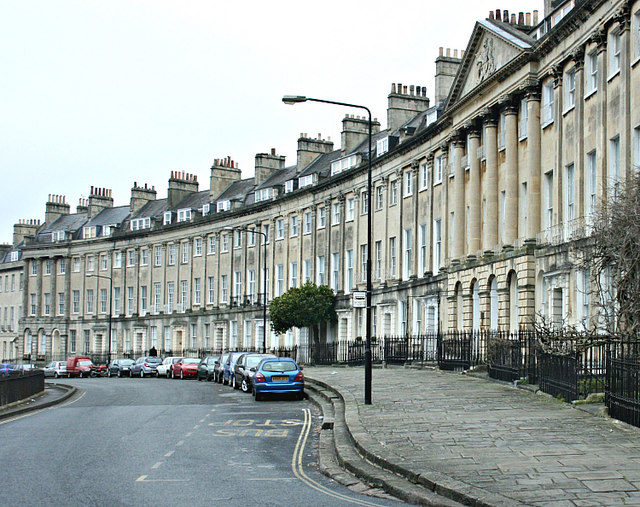
… autant Bath, que ce soit Camden Place où son père a loué un appartement...

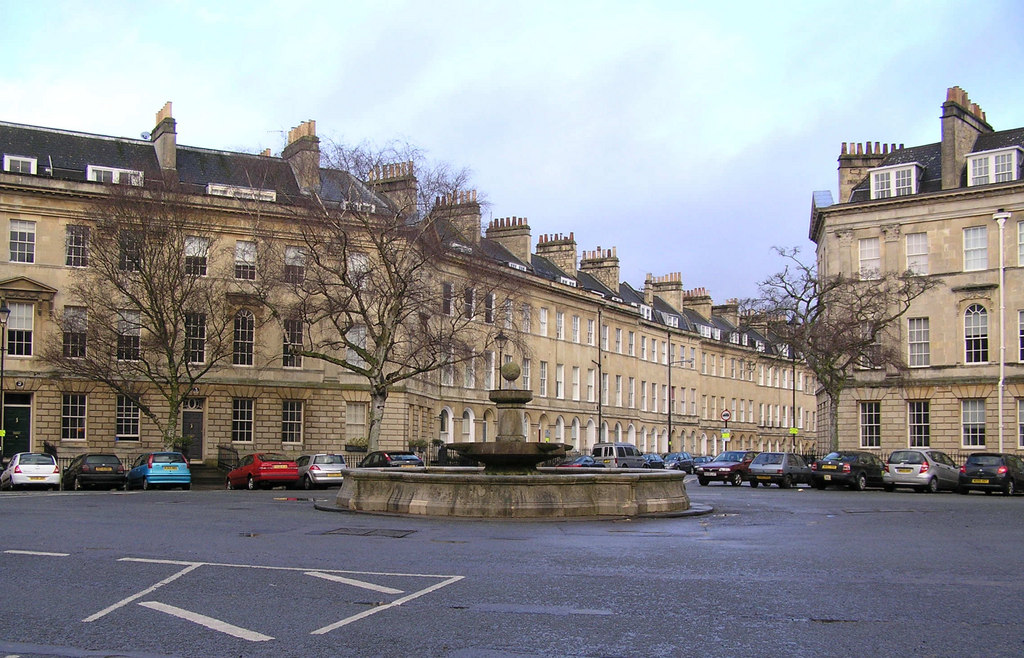
... ou Laura Place où demeure Lady Dalrymple, la laisse froide.

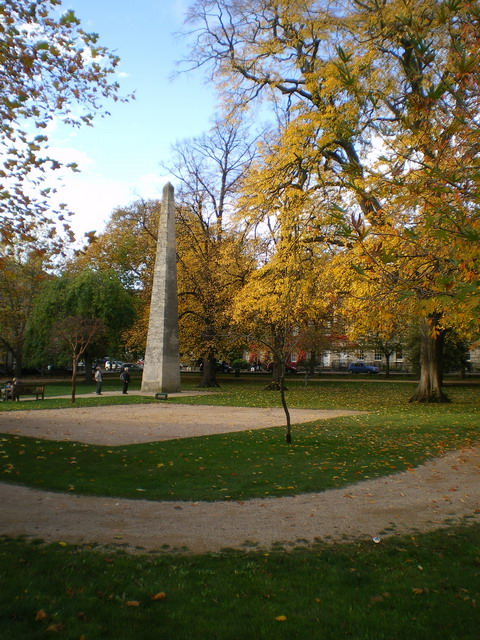
Mais il y a « l'allée sablée » (the gravel walk) près de Queen Square où Frederick et elle peuvent enfin parler à cœur ouvert.

Persuasion explore les conséquences désastreuses du conseil apparemment raisonnable de Lady Russell sur la vie d'Anne. Certes, elle a voulu la sauver d'« une situation aux ressources insuffisantes qui la minerait, l'accablerait de soucis et ruinerait sa jeunesse », certaine qu'à dix-neuf ans on peut facilement se défaire d'un premier amour, mais elle a tout de même involontairement ruiné sa jeunesse : Anne a perdu sa joie de vivre et s'est rapidement étiolée. Car elle n'a jamais cessé d'aimer Frederick. Et si le temps a atténué la force de ses sentiments, il ne lui a permis ni de l'oublier, ni même de tourner la page : elle mène une vie confinée à un petit cercle où n'est jamais venu personne « susceptible de soutenir la comparaison avec le Frederick Wentworth présent dans sa mémoire ». Aussi, à vingt-deux ans, refuse-t-elle un parti jugé honorable par sa famille et Lady Russell, le fils aîné de ses voisins d'Uppercross, le gentil Charles Musgrove, qui ne tarde pas à se tourner vers sa jeune sœur, Mary.
Elle a suivi de loin, grâce aux journaux et aux Annuaires de la Marine, la rapide ascension de Wentworth, s'est réjouie d'apprendre ses premiers succès, s'est attristée de voir qu'il ne lui revenait pas, preuve qu'il continuait à lui en vouloir ou s'était détaché d'elle. Pendant sept ans, sa vie a été comme suspendue. Elle s'est résignée à cette situation la condamnant à devenir une vieille fille jouant les utilités auprès de personnes incapables de l'apprécier à sa juste valeur.
Et voilà que son père est obligé de louer la propriété familiale, qu'il n'a plus les moyens d'entretenir, et se retire à Bath. Le hasard veut que ce soit l'amiral Croft, désireux de s'établir dans la région d'où il est originaire, qui en devienne le locataire. Comme il a épousé Sophia Wentworth, Anne est consciente qu'elle risque de revoir Frederick, puisque, comme la plupart des officiers de la marine de guerre, il « pose son sac à terre » lui aussi au cours de l'été de 1814 et n'a que deux points de chute possibles : le presbytère de son frère Edward dans le Shropshire et la résidence de son beau-frère à Kellynch, dans le Somerset.
Pourtant, elle n'est pas pressée d'aller à Bath où son père et sa sœur ont décidé de se retirer. Elle n'aime pas cette ville bruyante dont les murs en pierre de taille réverbèrent une lumière trop crue. Trop de mauvais souvenirs y sont attachés : ses trois ans en pension après la mort de sa mère, l'hiver qui suivit sa rupture avec Frederick. Sa présence, d'ailleurs, n'y est souhaitée ni par Elizabeth, qui lui préfère Mrs Clay, sa jolie dame de compagnie, ni par son père, qui ne la trouve pas assez décorative. Lady Russell l'y amènera donc après Noël. En attendant, elle séjourne chez sa sœur, Mary Musgrove, à la demande expresse de cette dernière, et évite Frederick aussi longtemps qu'elle le peut, car elle redoute de le rencontrer ; et lui, de son côté, semble en faire autant. Il a d'abord l'air de l'ignorer puis la traite avec une froideur étudiée, une « politesse glacée, une amabilité cérémonieuse », qui la blessent bien plus qu'elle ne voudrait. Analysant ses réactions, elle se reproche vivement sa sensibilité et ses émois :
« She began to reason with herself, and try to be feeling less. Eight years, almost eight years had passed, since all had been given up. How absurd to be resuming the agitation which such an interval had banished into distance and indistinctness! What might not eight years do? […] and oblivion of the past -- how natural, how certain too! […]
Alas! with all her reasonings, she found, that to retentive feelings eight years may be little more than nothing. »
« Elle commença à se raisonner et essaya d'apaiser ses émotions. Huit ans, presque huit ans s'étaient écoulés depuis que tout cela avait pris fin. Qu'il était absurde de ressentir à nouveau une agitation qu'un intervalle aussi long avait rendue lointaine et indistincte ! Que ne peuvent faire huit années ? […] l'oubli du passé, comme il était normal, comme il était inévitable ! […] Hélas ! malgré tous ses raisonnements, elle trouva que pour un cœur fidèle, huit ans pouvaient ne pas représenter grand-chose. »
Plus tard, observant le comportement des Croft ou, à Lyme Regis, la façon de vivre des Harville, elle admire l'affection, le respect qu'ils manifestent les uns pour les autres, qualités de relations humaines dont elle mesure de mieux en mieux la valeur, et qui lui paraissent à jamais inaccessibles pour elle-même : « C'était un tableau de sérénité et de bonheur domestique » qu'elle observait avec un sentiment qui ressemblait plus ou moins à de la satisfaction, et un peu de nostalgie.

### Une revanche sur la vie
Anne ne vit pas, comme Emma Woodhouse, dans un cercle social bien défini et stable, au contraire, elle se retrouve à fréquenter des groupes variés et mouvants, aux centres d'intérêt très différents voire incompatibles. Elle est transplantée de Kellynch Hall au Cottage d'Uppercross ; elle est invitée à la Grande Maison des Musgrove, puis participe à la randonnée à Lyme Regis ; elle est ensuite hébergée à Kellynch Lodge, chez Lady Russell, puis rejoint sa famille à Bath, où elle fréquente des milieux très divers : elle loge en haut de la ville, à Camden Place, où son père et Elizabeth ont trouvé l'appartement de leur rêve, car ils ne sont pas assez riches pour résider dans le Circus ou le Royal Crescent ; elle passe une partie de ses journées avec Lady Russell, qui habite Rivers Street, mais elle se dispense d'aller Laura Place où Lady Dalrymple a ses appartements, préférant aller voir Mrs Smith dans les bas quartiers, aux Westgate Buildings ; elle rend visite aux Croft qui logent Gay Street, va au concert aux Upper Rooms et passe de longues heures avec les Musgrove à « l'auberge du Cerf Blanc », Stall Street, près des Bains chauds. Elle emprunte enfin avec Frederick l'allée sablée qui monte vers Belmont et les hauts de Bath à partir de Queen Square.
Sa capacité à s'adapter facilement aux divers domiciles qui l'accueillent et à se mettre au diapason des personnes qui l'hébergent, au fur et à mesure que progresse le récit, ses rencontres successives avec Frederick, particulièrement au cours de promenades, à Uppercross, à Lyme Regis, et même à Bath, qui les rapprochent de plus en plus, les liens amicaux qu'elle établit facilement avec les officiers de la Navy, Benwick et Harville, montrent qu'elle est apte à suivre la même voie que Sophie Croft, l'épouse de l'amiral.
La plupart des héroïnes austeniennes doivent apprendre la prudence alors qu'elles ont tendance à se laisser entraîner par leur sensibilité (Marianne), leurs préjugés (Elizabeth), leur confiance en soi (Emma), mais Anne doit faire le trajet inverse. À son sujet, Jane Austen emploie pour la première fois le mot romance de façon positive : « On l'avait contrainte à la prudence dans sa jeunesse, elle apprenait le romanesque en prenant de l'âge, suite naturelle d'un commencement contre nature » (« She had been forced into prudence in her youth, she learned romance as she grew older: the natural sequel of an unnatural beginning »). À vingt-sept ans, elle a suffisamment mûri et pris suffisamment d'indépendance pour se libérer de la réserve imposée à ses sentiments et faire seule ses propres choix : finalement elle accueille avec joie l'amour qu'elle avait d'abord refusé, par excès de raison et manque de confiance en son propre jugement.

## Caractéristiques
Lorsque Frederick annonce à sa sœur, à la fin du chapitre 7, qu'il envisage de se marier, il lui définit son idéal féminin : « un esprit ferme et des manières douces » (« a strong mind, with sweetness of manner »). La définition convient parfaitement à Anne, mais elle ne voit pas comment il pourrait s'en rendre compte, puisqu'il est persuadé qu'elle manque de caractère, car ils « sont devenus maintenant comme des étrangers, non, pire que des étrangers, car ils ne pourraient jamais apprendre à se connaître » (« Now they were as strangers; nay, worse than strangers, for they could never become acquainted »).

### Une observatrice sous le regard d'autrui

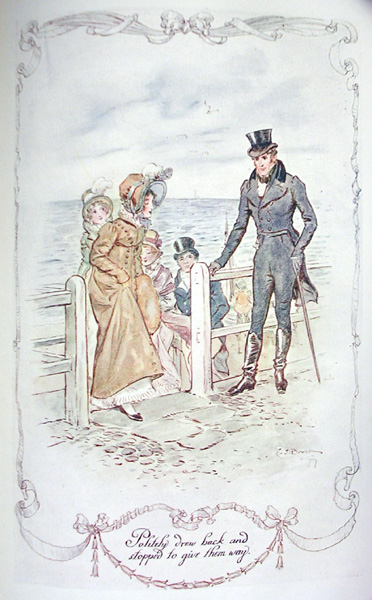
C'est en interceptant le regard d'admiration de Mr Elliot que Frederick se rend compte de la beauté retrouvée d'Anne C. E. Brock (1909).

Anne est caractérisée par ses facultés d'observation. Elle regarde, elle écoute, en silence, médite sur ses observations et les interprète. Comme elle vit dans un monde où, à cause des règles de bienséance, tant de choses ne peuvent se dire, le regard et l'interprétation du regard d'autrui sont, pour elle, un moyen de communication alternatif. C'est à travers son regard et sa mémoire, comme le souligne à plusieurs reprises la voix narratrice, que se découvre en profondeur le personnage de Frederick, ce qu'il a été, et est encore pour elle. Sa manière d'observer et d'interpréter les regards, comme celui qu'il lui lance sur le Cobb à Lyme Regis, après la rencontre de Mr Elliot, « un regard pénétrant, qui semblait dire : vous avez fait grande impression à cet homme, et même moi, à cet instant, je retrouve quelque chose d'Anne Elliot », montre bien qu'elle ne s'arrête pas à la surface des choses mais va au-delà, et s'intéresse au langage du corps. Ainsi, elle pense qu'elle n'oubliera jamais l'exclamation de soulagement (« Merci, Seigneur ! ») qui accompagne le regard de Frederick, quand Louisa est hors de danger, ou sa violente rougeur lorsqu'ils se rencontrent inopinément à Bath, dans la confiserie Molland de Milson Street : « Il était visiblement plus touché et troublé en la voyant qu'elle n'avait eu l'occasion de le remarquer auparavant : il avait violemment rougi. Pour la première fois depuis qu'ils avaient renoué connaissance, elle sentit que, des deux, c'était elle qui trahissait le moins de sensibilité ».
La manière dont les autres personnages la regardent est importante aussi, car elle permet de les définir. Anne, au début du roman, apparaît fanée et amaigrie, ayant perdu sa fraîcheur, ce qu'a constaté son père et que Wentworth découvre à son retour. Mais le regard posé sur elle change lorsque son apparence s'améliore. Le regard d'admiration que porte sur elle Mr Elliot en la croisant sur la vieille jetée de Lyme oblige Frederick, qui a toujours plus ou moins évité de la regarder, à s'apercevoir qu'elle a embelli. Lorsqu'elle arrive à Bath, son père remarque immédiatement qu'elle a retrouvé de la fraîcheur et l'en félicite. Mais le regard des deux Elliot transforme en objet celle qu'ils regardent, ne s'intéressant qu'à son apparence, tandis que l'amiral Croft (qui s'avoue incapable de différencier Henrietta et Louisa Musgrove) ou Wentworth (qui n'avait pas remarqué l'amélioration d'Anne) ne s'intéressent pas à l'aspect physique mais au comportement des personnes qu'ils fréquentent.

### Jugement et capacité de décision
Certes, Anne a accepté, à dix-neuf ans, de suivre les conseils de Lady Russell, respectant le principe d'autorité. En toute conscience, elle ne regrette pas de s'être laissée guider par une amie qui est presque une mère pour elle, même si cela lui a causé des années de solitude et de peine, même si, rétrospectivement, elle est persuadée qu'elle aurait eu une vie plus heureuse à ne pas rompre ses fiançailles qu'à l'avoir fait, d'autant plus que Frederick a accompli ce qu'il se proposait de faire (« All that he had told her would follow had taken place »). Elle se jure d'ailleurs de ne jamais prendre elle-même une telle responsabilité, écho du propre dilemme de Jane Austen face aux demandes de conseils de sa nièce Fanny Knight l'année précédente. D'ailleurs, si, de son côté, Wentworth avait été moins orgueilleux, s'il avait compris ses motivations, s'il ne s'était pas laissé aveugler par le ressentiment, il aurait repris contact, comme elle l'a un temps espéré, « quand il revint en Angleterre en 1808 avec quelques milliers de livres ».

#### Un regard lucide
Au fur et à mesure de son avancée dans le roman, le lecteur découvre progressivement la lucidité d'Anne, la justesse de ses intuitions, et la maturité de son jugement ; encore faut-il qu'elle apprenne à s'affirmer et soit pleinement reconnue, tant par autrui qu'à ses propres yeux, ce qui sera pleinement réalisé au dénouement. Elle est parfaitement consciente des petitesses et de la mesquinerie de son entourage. Elle voit bien que les manières engageantes et chaleureuses de Frederick Wentworth ont des effets ravageurs sur les jeunes demoiselles d'Uppercross. Elle montre beaucoup de détermination à essayer (mais en vain) de convaincre Elizabeth de la duplicité de Penelope Clay, à maintenir l'entente familiale, apaiser les conflits entre Charles et Mary, mais cette facette de sa personnalité n'éclate clairement qu'à Lyme Regis, à l'occasion de l'accident de Louisa Musgrove, où Frederick prend conscience qu'elle possède sang-froid et rapidité de décision, et peut affirmer qu'il n'y a « personne de plus apte, de plus compétent qu'Anne » (« no one so proper, so capable as Anne »).
Mr Elliot, dont elle apprécie les bonnes manières et les attentions, la met pourtant mal à l'aise. Elle n'arrive pas, alors qu'ils se fréquentent régulièrement depuis un mois, à cerner le personnage, trop lisse, aux réactions trop prévisibles, trop contrôlées. Qu'il ne parle jamais à cœur ouvert constitue à ses yeux un défaut majeur (a decided imperfection), car, en faisant la connaissance de Wentworth, elle a appris à apprécier « par-dessus tout la franchise, la confiance, la spontanéité », et « la chaleur humaine et la sincérité la séduisent encore ».

#### Une série d'initiatives
À Bath, Anne jouit d'une certaine indépendance de mouvements et prend progressivement ses distances avec le cercle familial : elle tient compagnie à Lady Russell, reprend contact avec son ancienne institutrice, rend fréquemment visite à son ancienne camarade d'école, la belle Miss Hamilton devenue Mrs Smith, maintenant veuve, pauvre et malade, dont elle admire la capacité de résilience. Lorsque arrivent les Croft puis les Musgrove qu'accompagne le capitaine Harville, elle les rejoint d'autant plus volontiers qu'elle est accueillie avec chaleur et une affection sincère.

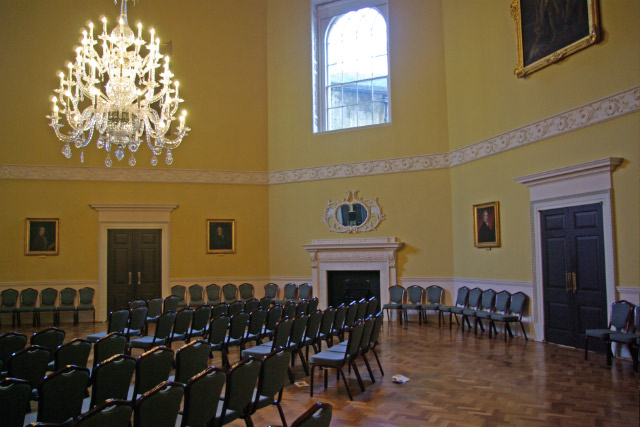
The Octagon Room, l'une des Assembly Rooms de Bath (1769)

Dès qu'elle croise Frederick à Bath, elle se sent pleine de courage pour lui parler, si elle en a l'occasion. Elle prend l'initiative d'engager la conversation lorsqu'il arrive dans le « salon octogonal », le soir du concert : « Anne, s'avançant un peu, prit immédiatement la parole. Il s'apprêtait à la saluer et poursuivre son chemin, lorsque son aimable « Comment allez-vous ? » le fit changer d'avis ; il resta près d'elle et lui posa des questions à son tour ». Mais il lui est impossible de poursuivre la conversation lorsqu'il exprime de façon voilée ses sentiments en s'étonnant que Benwick ait pu s'attacher à Louisa après avoir passionnément aimée Fanny Harville, « une femme d'exception ». Elle se montre ensuite « encourageante », pendant l'entracte, lorsqu'elle se rend compte qu'il s'en va parce qu'il est jaloux des prévenances de Mr Elliot, et s'inquiète des moyens d'apaiser cette jalousie et de lui « faire connaître ses vrais sentiments ».
Le lendemain (II, x), à « l'auberge du Cerf Blanc », elle n'hésite pas à affirmer franchement, « consciente qu'il écoutait ce qu'elle disait », son peu de goût pour les soirées mondaines que fréquente l'héritier des Elliot, mais Henrietta interrompt involontairement la discrète tentative de rapprochement qui s'ensuit. Le surlendemain, enfin (II, xi), au cours de sa conversation avec Harville, qui ne comprend pas que Benwick ait pu si facilement oublier sa sœur Fanny, l'émotion de ce dernier la pousse à lui répondre avec sensibilité être convaincue que « les hommes qui lui ressemblent » ont du cœur et sont capables de constance, le seul privilège des femmes étant « d'aimer plus longtemps, même quand l'espoir a disparu » (« loving longest, when hope is gone ») ; et Frederick, bouleversé par cette déclaration qu'il écoute de toute son âme, bien que, bienséance oblige, pas un mot ne lui soit directement adressé, répond tout aussi indirectement par une vibrante lettre d'aveu : « je ne puis écouter plus longtemps en silence… Je n'ai jamais aimé que vous… »

### «Un être de goût et de tendresse»
Anne Elliot a de la sensibilité et de la délicatesse, « a mind of taste and tenderness ». Elle pratique, comme Frederick d'ailleurs, une véritable compassion à l'égard des pauvres, des malades, des personnes blessées : elle soulage les pauvres de sa paroisse, va saluer tous les fermiers de son père avant de quitter Kellynch, s'occupe du petit Charles blessé, porte attention à Benwick, va visiter son ancienne camarade de classe lorsqu'elle apprend qu'elle est malade et tombée dans la misère.

#### Un cœur fidèle

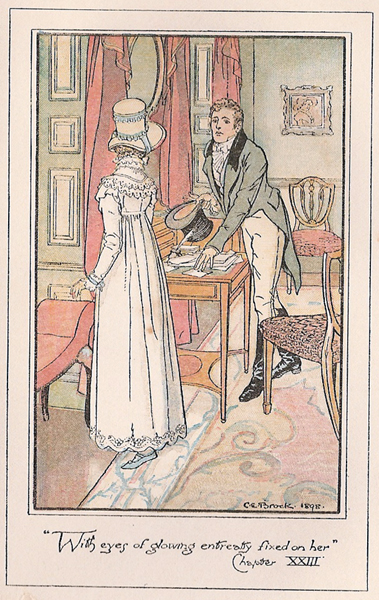
Frederick signale à Anne la lettre qu'il lui a écrite pendant sa conversation avec Harville. (C. E. Brock, 1898)

Jane Austen a une tendresse particulière pour des femmes qui, comme Fanny Price ou Anne Elliot, sont capables d'une grande fidélité, en amour comme en amitié, signe de la solidité de leur vie affective, mais aussi de sa profondeur. Anne choisit l'amitié vraie plutôt que la culture de la position sociale : elle préfère aller dans Westgate Buildings faire la visite promise à Mrs Smith, déchue de sa position précédente par son veuvage, la maladie et la ruine, que se faire voir à Laura Place dans le salon de Lady Dalrymple, n'hésitant pas à transgresser une frontière urbaine invisible mais rigide. Elle garde sa confiance à Lady Russell, même si elle a souffert d'avoir suivi ses conseils et ne peut s'empêcher de sourire « de pitié et de dédain » du prétexte qu'elle choisit pour éviter d'avouer qu'elle a observé Wentworth au milieu de la foule dans Pulteney Street.
Et par-dessus tout, elle revendique pour son propre sexe, dans sa conversation avec Harville sur la fidélité comparée des hommes et des femmes, le « privilège, pas très enviable il est vrai, d'aimer le plus longtemps, alors même que l'existence ou que l'espoir a disparu ». Cette fidélité proclamée par delà la mort fait peut-être écho à des éléments biographiques, voire autobiographiques. Sur un exemplaire original du roman cette phrase est soulignée, accompagnée en marge d'une remarque au crayon, probablement de la main de Cassandra : « Dear, dear, Jane! This deserves to be written in letter of gold » (« Très chère Jane ! Cela mérite d'être écrit en lettre d'or »).

#### Une sensibilité romanesque
Anne cache derrière sa timidité, sa discrétion et son silence des sentiments vifs et passionnés. Contrairement aux autres héroïnes austeniennes, il lui a fallu réfréner ses sentiments, apprendre être insensible sur certains points, à conjuguer raison et insensibilité. Mais la spontanéité et la cordialité des Croft, puis l'accueil simple et chaleureux des Harville, lui permettent de se laisser aller à exprimer ses émotions. À Lyme, elle se laisse émouvoir par le romantisme d'un paysage dont la narratrice elle-même vante les charmes et elle avouera (II, viii) à Frederick qu'elle « aimerait beaucoup revoir Lyme », car, si elle excepte les dramatiques deux dernières heures, elle s'y est beaucoup amusée et en garde un souvenir très agréable. Même le souvenir de moments douloureux peut devenir un plaisir, affirme-t-elle, lorsque la peine n'a pas de conséquences par la suite, car « on n'aime pas moins un endroit pour y avoir souffert, sauf si on n'a fait qu'y souffrir, rien qu'y souffrir, ce qui n'était nullement le cas à Lyme ».
Sa vie confinée et morne la pousse à la mélancolie, mais elle la combat en se tenant occupée, et si la tension est trop forte, comme à Uppercross lorsqu'elle joue du piano pour permettre aux autres de danser, et que son émotion se traduit par des larmes, « elle est extrêmement heureuse d'avoir quelque chose à faire et ne souhaite rien que de ne pas se faire remarquer ». Elle a parfois des moments de découragement, comme cette sombre après-midi de novembre, avec une petite pluie bien drue, où, restée seule à Uppercross après le départ des Musgrove pour Lyme, elle ressasse des souvenirs heureux ; elle se laisse aussi aller à un certain sentimentalisme dans son goût pour la poésie romantique et son attrait pour l'automne, cette arrière-saison tellement en rapport avec le caractère que la vie l'a obligée à avoir, mais elle s'interdit d'avoir des regrets, comme elle cherche à détourner Benwick de la culture morbide de la mélancolie quand elle lui conseille de ne pas lire uniquement de la poésie, lui prêchant aussi la patience et une pieuse endurance.
Sous l'emprise d'émotions heureuses, elle a plus de mal à se dominer, et est consciente de son manque de self-contrôle : elle sursaute et se trouble la première fois qu'elle aperçoit Frederick à Bath, et lorsqu'ils se retrouvent chez Molland, le pâtissier de Milson Street, elle est incapable de savoir si l'agitation qu'elle éprouve est de la peine ou du bonheur ; elle s'empourpre lorsqu'il s'adresse à elle à Lyme Regis « avec une chaleur et une douceur qui semblaient presque faire revivre le passé » ou lorsqu'elle bavarde avec lui dans le salon de musique de Bath, la joie au cœur et pleine d'une douce euphorie ; elle est fiévreuse et déborde d'allégresse en « dévorant des yeux » la lettre qu'il lui a écrite à l'auberge. Lorsqu'elle rentre à Camden Place, après qu'ils ont scellé leur réconciliation, elle est « tellement heureuse » qu'elle a besoin de calmer « ce qui pouvait être dangereux dans une félicité si exquise » d'abord en se disant que c'est trop beau pour durer, puis en prenant un temps de réflexion, sérieux et plein de gratitude, dans sa chambre « pour retrouver assurance et sérénité dans une joie pleine de reconnaissance » ; elle rayonne d'émotion et de bonheur, pleine d'indulgence pour sa famille et d'amicale cordialité envers ses amis, au cours de la soirée donnée par Elizabeth où « se retrouvent des personnes qui ne s'étaient jamais vues et d'autres qui ne se voyaient que trop », heureuse d'avoir de continuelles occasions de brefs tête-à-tête avec Frederick.

## Traitement littéraire

### Une héroïne de conte de fée
Jane Austen donne à son personnage de papier plusieurs caractéristiques qui la rapprochent d'un personnage de conte, en particulier Cendrillon : comme elle, elle est douce et serviable, comme elle, elle a perdu sa mère, une femme intelligente et aimante, comme elle encore, elle est solitaire, négligée et ignorée par sa sotte et prétentieuse famille. Elle a aussi deux sœurs, l'aînée qui la méprise (Elizabeth), la cadette qui profite d'elle (Mary), et une bonne marraine. Mais Lady Russell, loin de se comporter comme la bonne fée qu'elle voudrait être, a involontairement condamné sa protégée à une longue souffrance morale par des conseils donnés autant par prudence que par préjugés de caste et s'apprête à commettre une erreur tout aussi grave en tentant de la convaincre d'épouser Mr Elliot et de devenir ainsi « la future maitresse de Kellynch », la nouvelle Lady Elliot.
En revanche, contrairement à la Cendrillon de Charles Perrault, personnage plutôt passif, elle n'est pas dénuée de caractère. Comme ces héroïnes de conte qui ont perdu leur premier amour, parce qu'elles ont été mal conseillées et que, par enchantement ou tromperie, il s'est tourné vers une autre, elle doit subir victorieusement une série d'épreuves pour regagner la confiance et vaincre la rancune et l'injuste préjugé de Frederick : c'est d'abord l'épisode-clé de Lyme Regis où il prend brusquement conscience (à cause du regard admiratif de Mr Elliot) de sa beauté, ravivée par l'air marin et le plaisir de la promenade, puis admire sa détermination et son sang-froid à l'occasion de l'accident de Louisa. À Bath, ensuite, il faut qu'elle repousse la puissante tentation de faire revivre sa chère mère dans son rôle social, puis qu'elle passe l'épreuve de la jalousie avant de gagner le droit d'épouser enfin son prince charmant : « Jaloux de Mr Elliot ! […] Le capitaine Wentworth était jaloux de son affection ! […] Mais, hélas, […] comment apaiser pareille jalousie ? comment l'amener à connaître la vérité ? »
Le bonheur final de l'héroïne tient lui aussi du conte. Elle qui a été négligée, opprimée, maintenue dans l'ombre pendant des années, voit sa valeur enfin reconnue, l'amour lui revenir et, avec lui, ce qui l'accompagne traditionnellement : la beauté et la richesse. Ainsi que l'écrit Gillian Beer : « Comme dans The Winter's Tale [de Shakespeare], l'amour renaît contre toute probabilité. Le gouffre de la perte peut être refermé, la jeunesse et la beauté retrouvées, l'affection éteinte ranimée ».

### Complicité avec le lecteur
Tout, ou presque, est vu à travers le regard et les réflexions d'Anne, qui est la conscience du roman. Cela conduit à une superposition de voix qui s'emboîtent : la narratrice extradiégétique note qu'Anne entend un autre personnage raconter ce qu'un troisième a dit ou fait. Ainsi elle met en scène Harville racontant à Anne comment Frederick s'est chargé d'annoncer à Benwick le décès de sa fiancée et l'a moralement soutenu dans son épreuve.

#### Point de vue privilégié

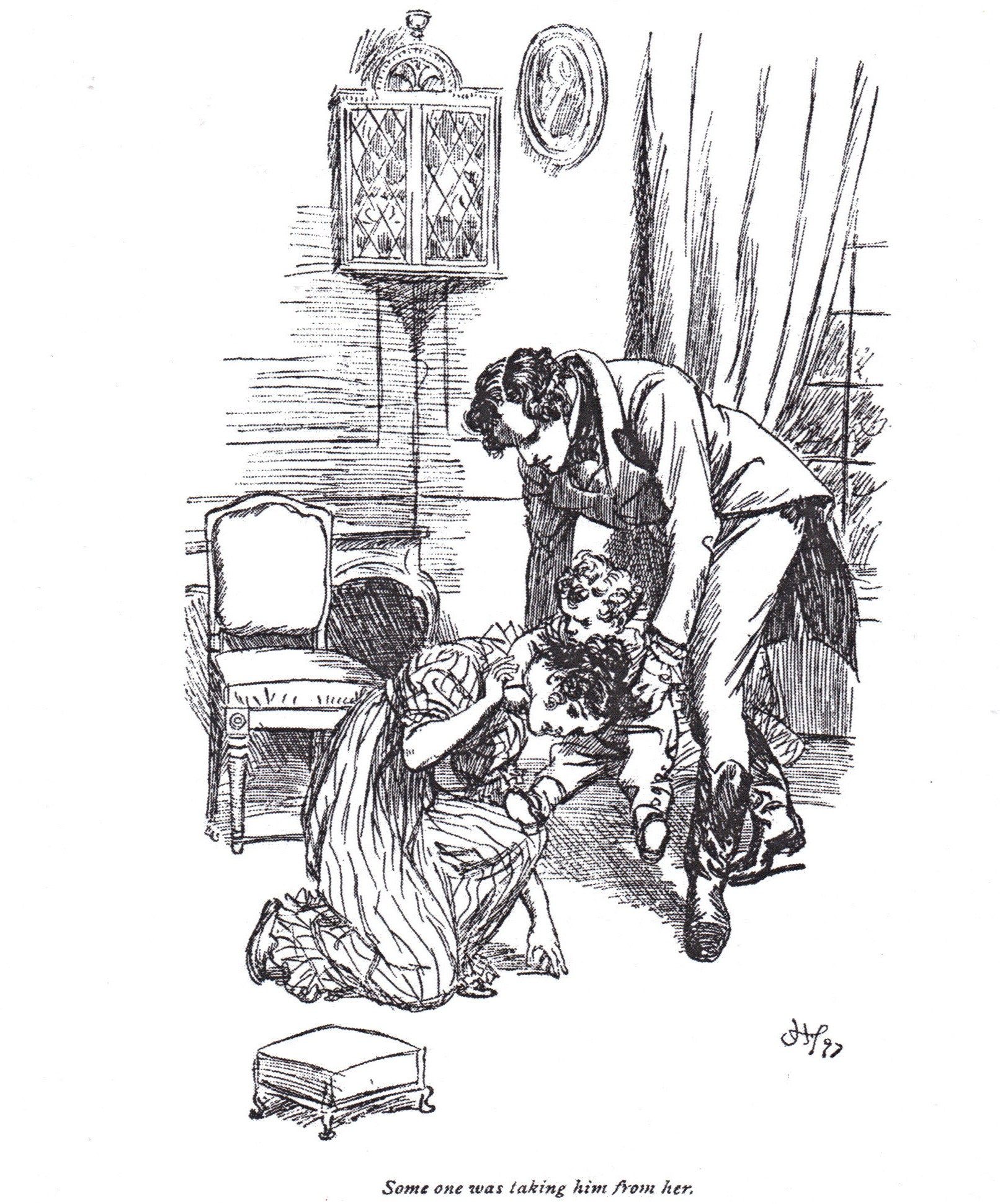
Anne est soulagée que « quelqu'un » la délivre de l'encombrant Walter, comprenant après coup que c'est Frederick (Hugh Thomson, 1897).

La voix narratrice se confond fréquemment avec le discours indirect libre par lequel le lecteur suit, de l'intérieur, la progression des réflexions d'Anne. Les autres personnages existent pour lui uniquement dans leurs relations avec Anne, ce qui participe au jeu comique : Sir Walter et Elizabeth ne se préoccupent pas d'elle et se persuadent de leur importance, mais ce sont eux qui passent à l'arrière plan lorsque Anne n'est pas avec eux. Si on entend, au style direct, les bavardages des sœurs Musgrove, c'est parce qu'elles parlent à Anne, comme Henrietta qui lui confie, à Lyme Regis, son désir égoïste de voir le curé d'Uppercross prendre sa retraite, ou qu'Anne surprend leurs paroles, en particulier la conversation de Louisa et de Wentworth au cours de la promenade vers Winthrop, qui lui permet de comprendre ce que le jeune homme pense d'elle. Mais les paroles de Benwick, avec qui elle discute pourtant longuement poésie et littérature, ne sont jamais rapportées directement.
Cette technique littéraire est poussée très loin en ce qui concerne le personnage de Frederick Wentworth. Pendant une bonne partie du roman il n'apparaît au lecteur qu'en focalisation interne, à travers ce qu'Anne entend dire de lui, le regard qu'elle pose sur lui, les réactions psychiques et physiques que cela entraîne chez elle. Lorsqu'elle baisse les yeux, le lecteur ne voit plus ce qui se passe, lui non plus, et doit se contenter d'entendre. C'est particulièrement marqué dans les premières scènes de rencontre entre Anne et Frederick Wentworth, d'abord chez les Musgrove, à Upercross, puis chez Charles et Mary, où le lecteur est amené à partager son sentiment d'oppression. Ainsi, elle le regarde à peine lorsqu'il vient pour la première fois et de façon inopinée au Cottage (I, vii), elle entend seulement sa voix, dans une sorte de brouillard sonore : « Son regard croisa brièvement celui du capitaine, il s'inclina, elle fit une révérence ; elle entendit sa voix ; il parlait à Mary, disait ce qu'il convenait de dire ; il dit quelques mots aux demoiselles Musgrove, suffisamment pour indiquer de la familiarité ; la pièce semblait pleine, pleine de gens et de voix, mais en quelques minutes, il n'en resta plus rien ». À sa visite suivante (I, ix), lorsqu'il lui enlève le petit Walter qui a grimpé sur son dos alors qu'elle est agenouillée près du sofa où est couché son frère, le lecteur partage son merveilleux soulagement quand elle réalise que le « quelqu'un » qui a pris l'initiative de la délivrer des « petites mains vigoureuses qui s'étaient si fort accrochées à son cou » et a emporté l'enfant d'un geste vif est Wentworth. Le lecteur est amené à ressentir envers elle une empathie totale et invité à partager son point de vue.
Elle partage aussi avec lui de menus détails qu'elle est seule à remarquer : ainsi, une moue fugitive, un éclair du regard, une rapide grimace de la belle bouche de Frederick, « indétectable pour qui le connaît moins bien qu'elle », dévoilent ce qu'il pense réellement de Dick Musgrove, alors qu'il manifeste une gentille compassion à sa mère (I, viii) ; un sourire artificiel « suivi d'un regard de mépris au moment où il se détournait » comment il juge Mary, lorsqu'elle lui avoue qu'elle considère les Hayer de Winthrop comme des relations « déplaisantes » (I, x).

#### Introspection
Le lecteur a aussi le privilège, grâce l'utilisation du style indirect libre, d'accéder à la riche vie intérieure d'Anne, à son drame intime pratiquement invisible pour les autres personnages. La voix narratrice a trop d'empathie avec elle pour traiter avec ironie sa sensibilité, par exemple à la mélancolie de l'automne, comme elle a pu le faire pour celle de Marianne Dashwood, alors qu'elle ne se prive pas de se moquer du snobisme de sa sœur aînée, de l'égoïsme de sa benjamine et de la vanité de son père. Mais Anne, à la différence de la Marianne passionnée de dix-sept ans, est capable de prendre de la distance avec sa trop grande émotivité : à Lyme Regis (I, xi) elle peut compatir aux malheurs de Benwick, et chercher à l'aider, alors qu'elle estime avoir le cœur probablement autant en deuil que lui (« he has not, perhaps, a more sorrowing heart than I have »). Elle sait aussi se moquer d'elle-même et s'amuser des situations où elle se trouve, comme à Lyme Regis, justement, où elle est amenée à « prêcher patience et résignation à un jeune homme » qu'elle rencontrait pour la première fois, consciente, à la réflexion, « que, à l'instar de beaucoup de grands moralistes et prédicateurs, elle s'était montrée éloquente sur un point à propos duquel sa propre conduite aurait mal supporté l'examen ».
Ses pensées sont libres, si ses actions sont réduites. Elle voudrait bien agir avec la spontanéité qu'elle admire chez les Croft, et, au fil de l'avancée du récit, on la voit s'efforcer de sortir de cette réserve et de cet effacement auquel elle s'est condamnée. Lorsqu'elle apprend, par une lettre de Mary Musgrove, que Frederick est « délié et libre » (unshackled and free), le cœur battant et le rouge aux joues, « elle est assaillie de sentiments qu'elle a honte d'approfondir, parce qu'ils ressemblent trop à de la joie, une joie folle ! » Mais elle arrive finalement, quand elle analyse l'ambiguïté de ses motivations, à ne pas se laisser troubler par cette connaissance et aller jusqu'au bout de son impulsion : ainsi, lorsqu'elle aperçoit Wentworth passer dans la rue à Bath, « elle sentit une forte envie de gagner la porte d'entrée ; elle voulait voir s'il pleuvait. Pourquoi se serait-elle soupçonnée d'un autre mobile ? Le capitaine Wentworth devait être hors de vue. Elle se leva, bien décidée ; il n'y aurait pas toujours en elle une moitié toujours plus sage que l'autre, ou soupçonnant toujours l'autre d'être plus mauvaise qu'elle n'était en réalité. Elle irait voir s'il pleuvait ».

## Jugements
En 1882, Margaret Oliphant, analysant dans A Literary History of England from 1760 to 1825, les dernières pages du roman et les retrouvailles lumineuses des deux personnages, affirme que « personne ne sait mieux [que l'auteur] qu'Anne Elliot aurait vécu et aurait su malgré tout se construire une vie digne d'intérêt, même si le capitaine Wentworth n'avait pas été fidèle ; mais il y aurait eu une ombre sur cette vie [...] : et, au fur et à mesure que nous sommes amenés à voir que son amoureux est fidèle, le monde s'illumine pour nous, et nous reconnaissons le caractère divin du bonheur ».
Henry James, dans une lettre datée de 1883, évoque ce qui rend les héroïnes de Jane Austen intéressantes à son époque : la force de leurs sentiments. Pour lui, « Emma Woodhouse et Anne Elliot donnent une aussi grande impression de passion, cette fameuse qualité, que les personnages féminins de G. Sand et Balzac, bien que de façon infiniment moins explicite. Leur milieu social et leur existence confinée ne l'étouffent pas, mais modifient seulement son apparence ».
À l'aube du XXe siècle, l'écrivain et critique américain William Dean Howells, dans sa longue analyse du personnage, considère que, si on peut lui préférer Elizabeth Bennet, Anne Elliot est tout autant une héroïne qu'elle. Ni faible ni ambitieuse, elle manque seulement de confiance en elle et ne se met jamais en avant. À travers des personnages comme Fanny Price et Anne Elliot, Jane Austen montre, affirme-t-il, que la bonté, la patience, la capacité à se rendre utile, la résignation, la soumission sont des qualités aussi séduisantes que l'esprit d'une Elizabeth Bennet, la sensibilité d'une Marianne Dashwood, la complexité d'une Emma Woodhouse ou l'innocence d'une Catharine Morland.
Dans leur étude des personnages de Jane Austen, Kate et Paul Rague écrivent, en 1914 :
« Fanny Price, Emma Woodhouse et Anne Elliot sont trois délicieuses créations que rien ne surpasse dans le roman moderne [...] Anne Elliot nous séduit d’une autre manière. Sa mélancolie de Cendrillon, qu’on a obligé à repousser le prince charmant et qui le croit disparu à jamais, empreint sa figure d’une délicate poésie. Elle ressemble à Fanny Price par sa timidité, mais sa résignation est d’une autre nature, plus mélancolique, plus poignante. C’est l’abandon d’une vaincue qui a perdu toute espérance, qui n’attend plus rien de la vie. Chez Fanny Price, ce n’était que les aspirations de la jeunesse comprimées, mais promptes à rebondir ; c’était moins tragique. Aussi combien est lent, mesuré, gradué, le retour de la foi au bonheur chez Anne Elliot ! Comme elle a peine à croire aux symptômes favorables de l’amour renaissant du capitaine Wentworth ! Comme elle craint de se laisser leurrer par ses désirs ! C’est une exquise petite figure falote, qui prend peu à peu de la consistance, dont la physionomie s’anime et s’éclaire tout doucement, dont les gestes s’affermissent lentement, à mesure que reparaît l’espoir, que grandit la conviction d’être encore aimée ».
Virginia Woolf, dans Le Commun des lecteurs (The Common Reader, 1925) insiste sur le fait que l'attitude de Jane Austen face à la vie a changé et qu'elle s'exprime maintenant à travers un personnage qui doit, jusqu'à la fin, se contenter de commenter silencieusement le bonheur et le malheur des autres, ce qui explique que, dans ce dernier roman, les impressions dominent sur les faits. Pour elle, la conversation avec Harville (II, xi) sur la fidélité et la constance des femmes, est une preuve que Jane Austen avait connu l'amour, et qu'elle n'avait plus peur d'en parler. Elle considère aussi que la technique narratologique utilisée dans Persuasion, qui fait transiter pratiquement toute la réalité diégétique à travers la vision et les interprétations d'Anne Elliot et se rapproche du monologue intérieur, fait de Jane Austen le précurseur du roman moderne que développeront James et Proust, même si le récit reste à la troisième personne.

## Postérité du personnage

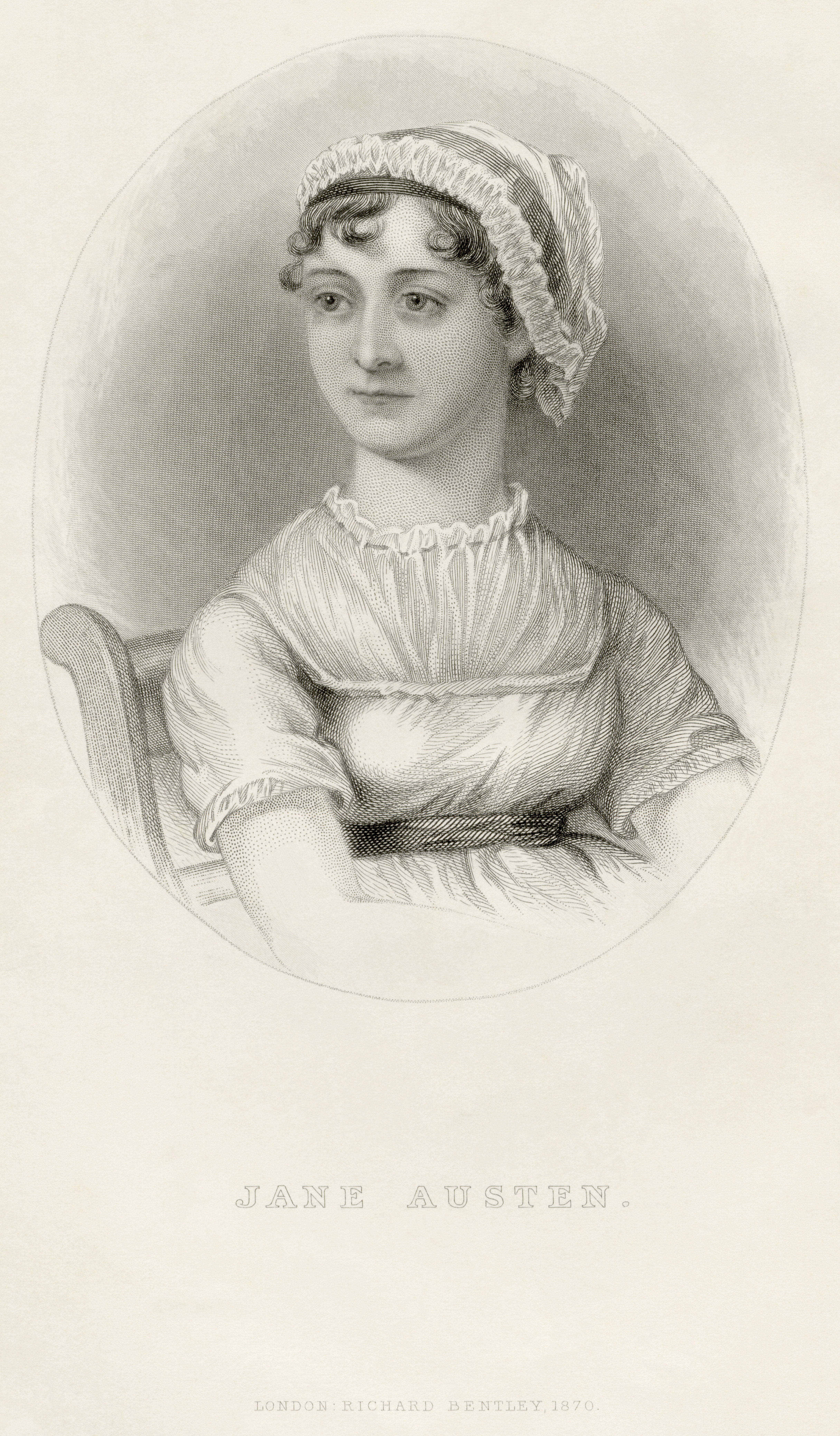
Le portrait de Jane Austen, qui selon The Spectator, souligne sa ressemblance avec Anne Elliot.

Dans son numéro du 25 décembre 1869 The Spectator fait un compte-rendu détaillé de A Memoir of Jane Austen, la biographie de Jane Austen par son neveu James Edward Austen-Leigh, et termine l'article par un commentaire du portrait de Jane Austen placé en frontispice, qui « confirme la double ressemblance [de Jane Austen] avec Anne Elliot et Elizabeth Bennet », avec son regard doux et alerte (« with very sweet lively eyes »).

### Avant 1990
Persuasion a peu inspiré les producteurs. Il faut attendre 1960-1961 pour que la télévision donne un visage à Anne, celui de Daphne Slater, dans la première adaptation de Persuasion par la BBC, une mini-série en quatre épisodes et en noir et blanc.
Une deuxième adaptation, en cinq épisodes de 45 min, est présentée en 1971 par ITV Granada, où le rôle d'Anne est confié à Ann Firbank, dont la beauté, quoique fanée, est évidente. Cependant la mise en scène, très théâtrale, peine à exprimer les sentiments et l'évolution d'Anne : elle manifeste, au long des épisodes, tant de réserve, de retenue, d'impassibilité au milieu des épreuves traversées qu'elle en paraît presque insensible. Cependant, à Bath, elle exprime parfois son point de vue sur les personnages dans des apartés.

### À partir de 1995
Si les premières adaptations télévisuelles sont très classiques voire un peu empesées, un tournant se produit en 1995, avec les tournages en décors naturels.

#### Persuasion1995
La version de 1995, un film de 104 min produit initialement pour la télévision par la BBC, avec Amanda Root dans le rôle d'Anne, a eu un tel succès qu'il est ensuite sorti en salle dans de nombreux pays.
Le tournage caméra à l'épaule privilégie les plans rapprochés et souligne l'état psychologique d'une Anne d'abord effacée, négligée par sa famille, au point de devenir une sorte de fantôme dans sa propre demeure et de se fondre dans le décor, le regard triste, l'air hagard, vêtue de blanc, de gris ou drapée dans une cape brune. Cependant son évolution se remarque à des détails : elle soigne son apparence dès le retour de Wentworth, et à Bath, porte des tenues plus séduisantes. L'intérêt que lui portent Benwick et Mr Elliot est remarqué par Wentworth, ainsi que le sang-froid  qu'elle manifeste à l'occasion de l'accident de Louisa. Le retour de la passion amoureuse est symbolisé par le passage, en arrière-plan, dans la rue de Bath où les deux héros se rejoignent et s'embrassent, de la parade d'un cirque ambulant qui détourne l'attention d'une foule pleine de gaieté.
Cette adaptation contient une scène rajoutée, tirée de la fin initiale du roman, et se termine dans un décor maritime (le capitaine Wentworth est sur la dunette de son navire, sur fond de soleil couchant, avec Anne à sa droite). Elle donne d'Anne une image romantique, plus proche des Regency romance novels de Georgette Heyer que du personnage créé par Jane Austen : c'est une jeune fille mélancolique et romanesque, capable à la fin de réactions inattendues (ainsi, elle s'insurge plutôt vivement lorsque Wentworth évoque la rumeur de son mariage avec Mr Elliot), pouvant surprendre son entourage. L'utilisation fréquente des gros plans met en évidence les jeux de physionomie de l'actrice censés trahir le trouble de l'héroïne, mais il lui a été reproché de sembler trop jeune et de n'avoir l'air « ni expressive ni sereine ».

#### Persuasion2007

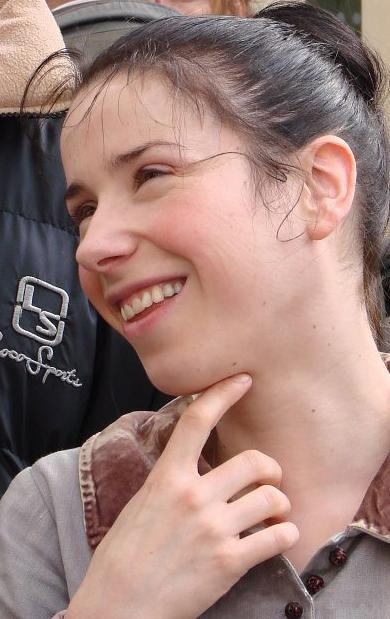
Sally Hawkins, à Bath, sur le tournage de Persuasion.

En 2007, ITV présente un téléfilm de 95 min, où Anne Elliot est jouée par Sally Hawkins. Les visages sont parfois cadrés très serré, en particulier celui d'Anne, qui semble prendre, à l'occasion, le spectateur à témoin, le but étant de créer une grande intimité avec lui.
Anne est ici une jeune femme vive, active, efficace, responsable. Elle a poussé son père à louer le domaine familial que ses dépenses somptuaires mènent à la ruine, espérant y revenir un jour. Dévalorisée dans sa famille, elle est considérée par Mr Shepherd comme « la seule des Elliot qui ait de la jugeote », et visiblement appréciée chez les Musgrove. Souvent silencieuse, en retrait et l'air songeur, habillée de couleurs douces et relativement sombres, ballottée d'un lieu à l'autre sans avoir son mot à dire, elle prend de rapides décisions, lorsqu'il s'agit de remettre l'épaule luxée du petit Charles, porter secours à Louisa ou laisser sa place de garde-malade à Mary à Lyme.
Elle confie à un journal ses réflexions, sa souffrance devant l'indifférence apparente de Frederick. C'est à Lyme avec Benwick qu'elle discute de la fidélité comparée des hommes et des femmes. Elle ne regrette pas d'avoir repoussé Frederick quand elle avait 19 ans, mais « maintenant pense très différemment de ce qu'on l'a convaincue de penser huit ans plus tôt ». Même si elle se dit résignée à l'idée qu'il épouse Louisa, elle éclate en sanglots quand une lettre de Charles Musgrove lui annonce les fiançailles de sa sœur. Mais les Croft éclaircissent le quiproquo, et sa première rencontre avec Frederick à Bath est chargée de tendre émotion.
Cette adaptation reprend aussi un élément de la première version du dénouement. Frederick, chargé du message de l'amiral, vient à Camden Place, mais l'arrivée successive des Musgrove et de Lady Russell crée une joyeuse confusion qui entraîne son départ précipité dès qu'Anne l'a fermement assuré que la rumeur de son mariage est fausse. Quittant alors tout le monde, Anne lui court après, sans pouvoir le rejoindre. Lorsqu'elle lui tombe finalement dessus, elle lui confirme, essoufflée mais « tout à fait déterminée », qu'elle accepte de l'épouser. Il lui fait la surprise de la ramener à Kellynch, qu'il lui présente comme son « cadeau de noce ».

#### Citations originales
1. ↑  « Pictures of perfection, as you know, make me sick and wicked ».
2. ↑  « The elegant little woman of seven-and-twenty, with every beauty excepting bloom, and with manners as consciously right as they were invariably gentle »[14].
3. ↑  « She played a great deal better than either of the Miss Musgroves; but having no [...] fond parents to sit by and fancy themselves delighted, her performance was little thought of, only out of civility, or to refresh the others, as she was well aware [...]. Excepting one short period of her life, she had never, since the age of fourteen, never since the loss of her dear mother, known the happiness of being listened to, or encouraged by any just appreciation or real taste »[20].
4. ↑  « the picture of repose and domestic happiness it presented, made it to her a something more, or less, than gratification »[38].
5. ↑  « a glance of brightness, which seemed to say, "That man is struck with you, and even I, at this moment, see something like Anne Elliot again" »[49].
6. ↑  « The tone, the look, with which "Thank God!" was uttered by Captain Wentworth, Anne was sure could never be forgotten by her »[50].
7. ↑  « He was more obviously struck and confused by the sight of her than she had ever observed before; he looked quite red. For the first time since their renewed acquaintance, she felt that she was betraying the least sensibility of the two »[52].
8. ↑  « Anne was the nearest to him, and making yet a little advance, she instantly spoke. He was preparing only to bow and pass on, but her gentle "How do you do?" brought him out of the straight line to stand near her, and make enquiries in return »[67].
9. ↑  « All the privilege I claim for my own sex (it is not a very enviable one: you need not covet it), is that of loving longest, when existence or when hope is gone! »[80].
10. ↑  « when pain is over, the remembrance of it often becomes a pleasure. One does not love a place the less for having suffered in it, unless it has been all suffering, nothing but suffering, which was by no means the case at Lyme. We were only in anxiety and distress during the last two hours, and previously there had been a great deal of enjoyment »[87].
11. ↑  « though her eyes would sometimes fill with tears as she sat at the instrument, she was extremely glad to be employed, and desired nothing in return but to be unobserved »[88].
12. ↑  « so happy as to be obliged to find an alloy in some momentary apprehensions of its being impossible to last. An interval of meditation, serious and grateful, was the best corrective of everything dangerous in such high-wrought felicity; and she went to her room, and grew steadfast and fearless in the thankfulness of her enjoyment »[93].
13. ↑  « Jealousy of Mr. Elliot! […] Captain Wentworth jealous of her affection! […] For a moment the gratification was exquisite. But, alas! there were very different thoughts to succeed. How was such jealousy to be quieted? How was the truth to reach him? »[69].
14. ↑  « Her eye half met Captain Wentworth's, a bow, a curtsey passed; she heard his voice; he talked to Mary, said all that was right; said something to the Miss Musgroves, enough to mark an easy footing; the room seemed full, full of persons and voices, but a few minutes ended it »[107].
15. ↑  « [S]ome one was taking him from her, though he had bent down her head so much, that his little sturdy hands were unfastened from around her neck, and he was resolutely borne away, before she knew that Captain Wentworth had done it »[108].
16. ↑  « Anne could not but be amused at the idea of her coming to Lyme to preach patience and resignation to a young man whom she had never seen before; nor could she help fearing, on more serious reflection, that, like many other great moralists and preachers, she had been eloquent on a point in which her own conduct would ill bear examination »[114].
17. ↑  « She had some feelings which she was ashamed to investigate. They were too much like joy, senseless joy[115]! »
18. ↑  « She now felt a great inclination to go to the outer door; she wanted to see if it rained. Why was she to suspect herself of another motive? Captain Wentworth must be out of sight. She left her seat, she would go; one half of her should not be always so much wiser than the other half, or always suspecting the other of being worse than it was. She would see if it rained[52]. »